# Chiesa di San Francesco (Fermo)
La chiesa di San Francesco è situata nella parte orientale del comune di Fermo, nelle Marche.
È uno dei principali esempi di monumenti gotici presenti nelle Marche; larga poco più di 40 metri, lunga 65 metri è anche la seconda chiesa della città per grandezza, dopo il duomo.

## Storia e descrizione

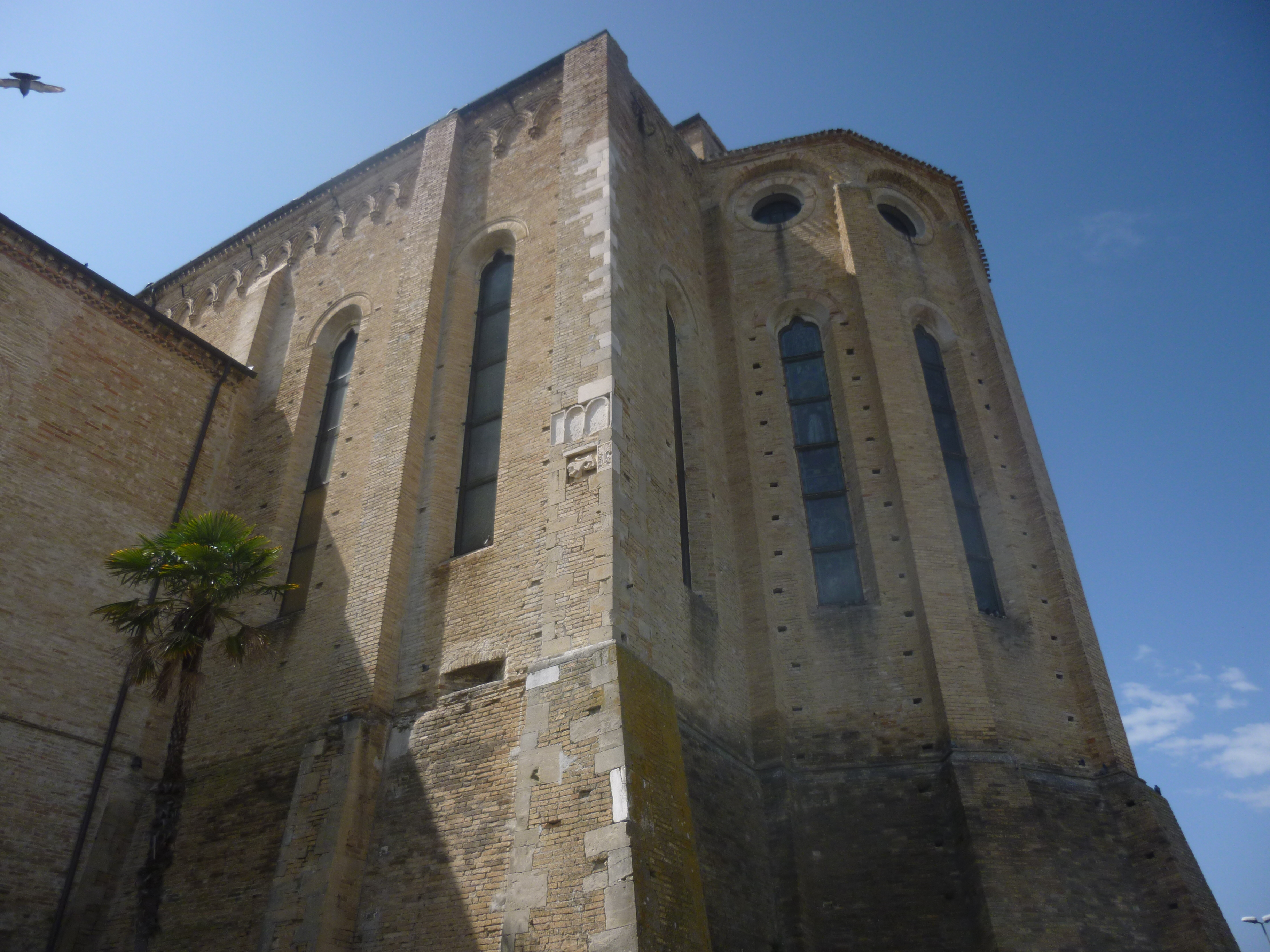
La parte absidale gotica.

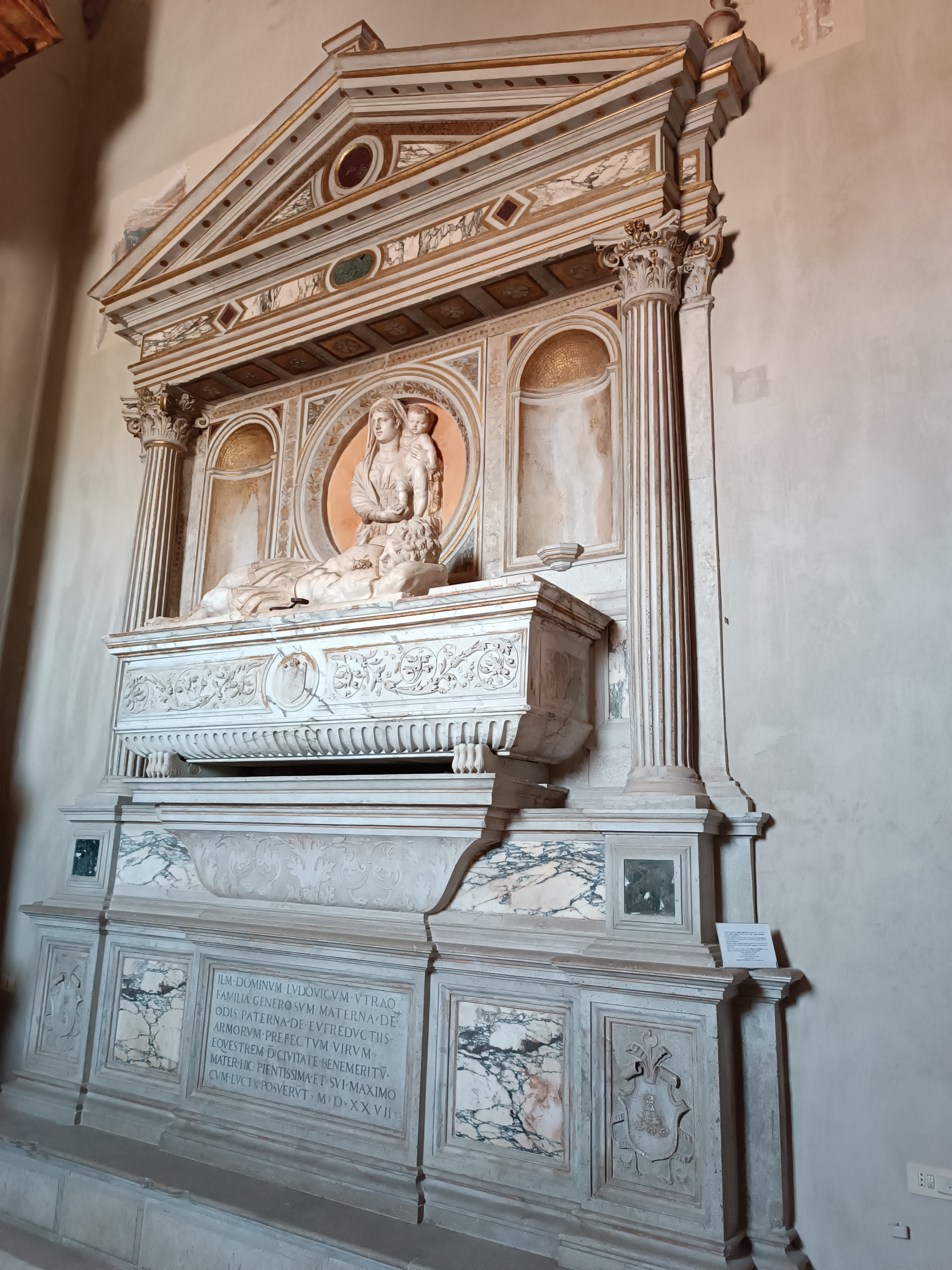
La tomba di Lodovico Euffreducci di Andrea Sansovino, 1527.

La chiesa venne costruita, a ridosso delle mura, dai Frati minori, tra la fine del XIII e l'inizio del XIV secolo. L'interno, a sala, è diviso in tre navate da esili pilastri rotondi, e presenta un'imponente parte absidale poligonale. 
Il campanile venne eretto verso il 1425.
Nel 1527 si aggiunse la cappella del Santissimo Sacramento, già Euffreducci. A causa del terremoto del 1703 si mise mano al tetto e qualche anno dopo si ricostruì la facciata, mantenendo il portale già realizzato nel 1604.
Nel corso del Novecento la chiesa è stata 'restaurata' eliminando la maggior parte delle aggiunte architettoniche e decorative posteriori alla fase di costruzione dell'edificio o in conflitto con il goticismo dell'edificio, in particolare quelle sei-settecentesche.
L'interno è diviso in tre navate da alti pilastri che sorreggono volte a crociera.
Nella navata destra è appesa una tela con la Madonna col Bambino e i Santi Antonio Abate e Maria Maddalena, firmata da Gaspare Celio e datata 1609, rimasta, come altri dipinti, senza l'altare corrispondente nei 'restauri' novecenteschi.
La cappella del Santissimo Sacramento, già degli Euffreducci, del 1527, si apre nella navata destra. Essa accoglie il Monumento funebre di Lodovico Euffreducci, il condottiero di ventura che dal 1514 fu per breve tempo signore della città di Fermo, recante la data 1527, opera già assegnata ad Andrea Sansovino e alla sua bottega e che oggi si propende ad assegnare, almeno per la maggior parte, a Jacopo Sansovino. Entro un'intelaiatura fortemente architettonica coronata da un timpano, che potrebbe ancora spettare ad Andrea e a cui potrebbe riferirsi la data 1527, si colloca al centro il sarcofago sul quale è adagiata la figura del defunto languidamente abbandonata su un fianco e rivolta verso l'osservatore, assegnabile a Jacopo come le altre sculture, databili intorno alla metà del secolo. In alto è un tondo con la Madonna col Bambino ed ai lati, entro nicchie, sono due statue serpentinate della Fede e della Speranza.
Alcuni affreschi eseguiti tra il XIV e il XV secolo sono conservati nelle cappelle di fianco all'abside e sono attribuiti a Giuliano da Rimini. Ricoperti nel XVII secolo da un intonaco di color marrone chiaro, vennero poi riscoperti.
Nella navata sinistra è appesa una Madonna col Bambino in gloria e i santi Giacomo maggiore, Giacomo della Marca, Andrea e Pietro, attribuito a Girolamo da Faenza come un altro dipinto con la Madonna col Bambino in gloria con i santi Giovanni Battista, Antonio da Padova, Francesco e Rocco collocato in sagrestia, entrambe opere in cui è evidente l'influenza di Lorenzo Lotto e che sono databili agli anni quaranta del Cinquecento.